# Троїцька сільська рада (Біляївський район)
Тро́їцька сільська́ ра́да — колишня адміністративно-територіальна одиниця та орган місцевого самоврядування в Біляївському районі Одеської області. Адміністративний центр — село Троїцьке. Увійшла до складу Яськівської сільської громади у 2017 році.

## Загальні відомості
На 01.02.1945 в селі Троїцьке налічувалось дві сільради: Троїцька-Російська перейменована на Троїцьку Першу, Троїцько-Молдавська перейменована на Троїцьку Другу сільраду.
Троїцька сільська рада утворена в 1967 році.
- Територія ради: 87,423 км²
- Населення ради: 5 178 осіб (станом на 2001 рік)
- Територією ради протікає річка Турунчук

## Населені пункти
Сільській раді підпорядковані населені пункти:
- с. Троїцьке

## Населення
Згідно з переписом 1989 року населення села становило 5507 осіб, з яких 2445 чоловіків та 3062 жінки.
За переписом населення 2001 року в селі мешкало 5185 осіб.

### Мова
Розподіл населення за рідною мовою за даними перепису 2001 року:
| Мова       | Відсоток |
| ---------- | -------- |
| російська  | 74,1 %   |
| українська | 20,51 %  |
| молдовська | 4,11 %   |
| болгарська | 0,29 %   |
| вірменська | 0,25 %   |
| гагаузька  | 0,15 %   |
| білоруська | 0,04 %   |

## Склад ради
Рада складається з 32 депутатів та голови.
- Голова ради: Комаров Микола Сергійович
- Секретар ради: Пирогова Ольга Іванівна

### Керівний склад попередніх скликань
| Прізвище, ім'я, по батькові | Основні відомості                                                                     | Дата обрання | Дата звільнення |
| --------------------------- | ------------------------------------------------------------------------------------- | ------------ | --------------- |
| Майстер Анатолій Григорович | Сільський голова, 1950 року народження, член Партії регіонів                          | 26.03.2006   | 01.11.2007      |
| Комаров Микола Сергійович   | Сільський голова, 1953 року народження, освіта незакінчена вища, член Партії регіонів | 16.03.2008   | 31.10.2010      |
| Комаров Микола Сергійович   | Сільський голова, 1953 року народження, освіта незакінчена вища, член Партії регіонів | 31.10.2010   |                 |

Примітка: таблиця складена за даними сайту Верховної Ради України

### Депутати
За результатами місцевих виборів 2010 року депутатами ради стали:

#### За суб'єктами висування
| Суб'єкт висування           | Кількість обраних депутатів | %    |
| --------------------------- | --------------------------- | ---- |
| Партія регіонів             | 30                          | 93,8 |
| Комуністична партія України | 1                           | 3,1  |
| Народна партія              | 1                           | 3,1  |

#### За округами
| № округу                    | Прізвище, ім'я, по батькові       | Дата визнання обраним | Освіта  | Партійна приналежність            | Відомості про обраного депутата                  |
| --------------------------- | --------------------------------- | --------------------- | ------- | --------------------------------- | ------------------------------------------------ |
| Комуністична партія України |                                   |                       |         |                                   |                                                  |
| 22                          | Дунський Леонід Петрович          | 01.11.2010            | середня | член Комуністичної партії України | ДМУВК, зварювальник                              |
| Народна Партія              |                                   |                       |         |                                   |                                                  |
| 28                          | Курко Олександр Володимирович     | 01.11.2010            | вища    | член Народної партії              | СХ «Троїцьке»                                    |
| Партія регіонів             |                                   |                       |         |                                   |                                                  |
| 1                           | Матвійчук Микола Петрович         | 01.11.2010            | середня | позапартійний                     |                                                  |
| 2                           | Кожухар Анатолій Олексійович      | 01.11.2010            | середня | член Партії регіонів              | автозаправна станція, заправник                  |
| 3                           | Полянський Олександр Борисович    | 01.11.2010            | середня | позапартійний                     | приватний підприємець                            |
| 4                           | Садовой Володимир Клавдійович     | 01.11.2010            | середня | член Партії регіонів              | тимчасово не працює                              |
| 5                           | Комаров Борис Сергійович          | 01.11.2010            | середня | член Партії регіонів              | тимчасово не працює                              |
| 6                           | Комарова Ольга Олександрівна      | 01.11.2010            | вища    | член Партії регіонів              | фермерське господарство, голова                  |
| 7                           | Мустратов Сергій Леонідович       | 01.11.2010            | середня | член Партії регіонів              | пенсіонер                                        |
| 8                           | Іванова Любов Олексіївна          | 01.11.2010            | вища    | член Партії регіонів              | Троїцька загальноосвітня школа, вчитель          |
| 9                           | Корнева Ганна Іванівна            | 01.11.2010            | вища    | член Партії регіонів              | Троїцька сільська рада, головний бухгалтер       |
| 10                          | Ященіна Тетяна Володимирівна      | 01.11.2010            | вища    | член Партії регіонів              | Троїцька загальноосвітня школа, вчитель          |
| 11                          | Авдеєнко Ірина Анатоліївна        | 01.11.2010            | вища    | член Партії регіонів              | Троїцький дитячий садок, завідувачка             |
| 12                          | Соборов Олег Володимирович        | 01.11.2010            | середня | член Партії регіонів              | тимчасово не працює                              |
| 13                          | Безека Олексій Ігорович           | 01.11.2010            | вища    | член Партії регіонів              | тимчасово не працює                              |
| 14                          | Полянський Михайло Олександрович  | 01.11.2010            | середня | член Партії регіонів              | тимчасово не працює                              |
| 15                          | Полянський Анатолій Олександрович | 01.11.2010            | середня | член Партії регіонів              | Біляївське лісництво, робітник                   |
| 16                          | Войтов Володимир Миколайович      | 01.11.2010            | вища    | член Партії регіонів              | Троїцька загальноосвітня школа, вчитель          |
| 17                          | Комаров Микола Григорович         | 01.11.2010            | вища    | член Партії регіонів              | Біляївське лісництво, бухгалтер                  |
| 18                          | Пирогова Ольга Іванівна           | 01.11.2010            | вища    | член Партії регіонів              | Троїцька сільська рада, секретар                 |
| 19                          | Мойсеєв Олександр Іванович        | 01.11.2010            | середня | член Партії регіонів              | приватний підприємець                            |
| 20                          | Рудичев Олександр Володимирович   | 01.11.2010            | середня | член Партії регіонів              | тимчасово не працює                              |
| 21                          | Проскурін Віталій Ілліч           | 01.11.2010            | середня | член Партії регіонів              | Троїцька загальноосвітня школа І-ІІ ст., завгосп |
| 23                          | Опря Володимир Васильович         | 01.11.2010            | середня | член Партії регіонів              | Троїцька сільська рада, головний спеціаліст      |
| 24                          | Мунціянов Олександр Степанович    | 01.11.2010            | середня | член Партії регіонів              | ДУЗС, робітник                                   |
| 25                          | Панкова Наталья Вікентіївна       | 01.11.2010            | середня | член Партії регіонів              | тимчасово не працює                              |
| 26                          | Акулібаба Павло Миколайович       | 01.11.2010            | середня | член Партії регіонів              | тимчасово не працює                              |
| 27                          | Полянський Олександр Миколайович  | 01.11.2010            | середня | член Партії регіонів              | тимчасово не працює                              |
| 29                          | Герман Сергій Олександрович       | 01.11.2010            | вища    | член Партії регіонів              | Біляївська ЦЛ, хірург                            |
| 30                          | Шаповал Євген Іванович            | 01.11.2010            | середня | член Партії регіонів              | тимчасово не працює                              |
| 31                          | Макаров Василь Борисович          | 01.11.2010            | середня | член Партії регіонів              | тимчасово не працює                              |
| 32                          | Яковчук Станіслав Володимирович   | 01.11.2010            | середня | член Партії регіонів              | тимчасово не працює                              |